# Tot el que vull
Tot el que vull (títol original All I Want, també coneguda com a Try Seventeen) és una pel·lícula comèdia-dramàtica de l'any 2002, dirigida per Jeffrey Porter i escrita per Charles Kephart. És protagonitzada per Elijah Wood, Franka Potente i Mandy Moore. La pel·lícula es va estrenar en el Festival de Cinema de Toronto el 10 de setembre de 2002 i en el Palm Springs International Film Festival el 12 de gener de 2003. Ha estat doblada al català.

## Argument
L'inadaptat Jones Dillon, de 17 anys, abandona la universitat el primer dia, ja que la considera avorrida. Es trasllada a un vell edifici d'apartaments on aviat es veurà embolicat en els problemes i situacions tant còmiques com serioses en la vida dels seus excèntrics nous veïns. Entre ells un fotògraf temperamental i una aspirant a actriu. Quan no està ocupat coquetejant amb les noies o aprenent a viure pel seu compte, Jones, aspirant a escriptor, divideix el seu temps entre esquivar les preguntes de la seva mare alcohòlica, escriure cartes a un pare absent i gaudir d'una vida de fantasia hiperactiva. Un accident de trànsit l'obliga a mirar a la realitat però, no obstant això, Jones té desitjos de créixer i decidir el que realment vol.

## Repartiment
- Elijah Wood: Jones Dillon
- Franka Potente: Jane
- Mandy Moore: Lisa
- Elizabeth Perkins: Blanche
- Deborah Harry: Ma
- Chris William Martin: Steve